# Milliardærklubben (Disney)
| Portal | Portal:Disney |

Milliardærklubben er en klub i Anders And-universet. Klubben består af Andebys milliardærer, bl.a. Joakim von And, Guld-Iver Flintesten og Andy Anderbilt. Dog er Guld-Iver Flintesten ikke med til møderne så ofte, da han bor i Sydafrika.
| Fiktion | Spire Denne artikel om en historie eller noget fiktivt er en spire som bør udbygges. Du er velkommen til at hjælpe Wikipedia ved at udvide den. |